# Villiers-sur-Yonne
Villiers-sur-Yonne település Franciaországban, Nièvre megyében. Lakosainak száma 272 fő (2022. január 1.). Villiers-sur-Yonne Ouagne, Clamecy, Amazy, Asnois, Brèves, Chevroches, Dornecy és Rix községekkel határos.

## Népesség
A település népessége az elmúlt években az alábbi módon változott:
| Lakosok száma | 291  | 279  | 287  | 274  | 271  | 269  | 269  | 269  | 272  |
|               | 2013 | 2015 | 2016 | 2017 | 2018 | 2019 | 2020 | 2021 | 2022 |